# Topos (Zeitschrift)
Topos – The International Review of Landscape Architecture and Urban Design ist eine internationale Fachzeitschrift für Landschaftsarchitektur. Die englischsprachige Zeitschrift stellt Landschaftsarchitektur-Projekte unterschiedlichen Maßstabs rund um den Globus vor, beschreibt planerische Hintergründe und analysiert Trends. Topos erscheint vierteljährlich bei der Georg GmbH & Co. KG, München, zuvor im Callwey Verlag, München.

## Geschichte
Topos wurde 1992 als European Landscape Magazin gegründet und erschien zunächst zweisprachig deutsch/englisch. Die Neueinführung war eine Reaktion auf die zunehmende Internationalisierung im Bereich der Landschaftsarchitektur. Seit 2005 erscheint Topos in der heutigen Form und gilt als das einzige weltweit vertriebene Fachmagazin für Landschaftsarchitekten. 2007 wurde Topos mit dem Communication Award des US-amerikanischen Landschaftsarchitekturverbandes ASLA ausgezeichnet.

## Redakteure
- Tanja Braemer (Chefredakteurin)
- Alexander Russ